# Galina Mekhdijeva
Galina Mekhdijeva (tidligere Gabisova; russisk: Галина Батразовна Мехдиева (Габисова) tr. Galina Batrasovna Mekhdijeva (Gabisova) ; født 17. juni 1985 i Rostov-on-Don, Rusland) er en kvindelig russisk håndboldspiller som spiller for Rostov-Don og tidligere Ruslands kvindehåndboldlandshold.